# Comunità montana Gran Sasso
La Comunità montana Gran Sasso (zona O) era stata istituita con la Legge Regionale 7 luglio 1976, n. 37 della Regione Abruzzo, che ne ha anche approvato lo statuto.

## Descrizione
La sede si trovava nel comune di Tossicia e comprendeva dieci comuni della Provincia di Teramo:
- Arsita
- Castel Castagna
- Castelli
- Colledara
- Crognaleto
- Fano Adriano
- Isola del Gran Sasso d'Italia
- Montorio al Vomano
- Pietracamela
- Tossicia

La Regione Abruzzo ha abolito la Comunità montana insieme a tutte le altre comunità montane nel 2013.

## Obiettivi
La Comunità montana Gran Sasso aveva gli scopi di rafforzare lo sviluppo economico dell’area, di incrementarne il turismo e di tutelarne la natura e la cultura popolare, anche attraverso il contenimento dello spopolamento che interessa la regione sin dagli anni 1960.